# 蚕種製造業
蚕種製造業（さんしゅせいぞうぎょう）とは蚕の品種改良を行い、蚕に産卵させた台紙（蚕紙）を製造し、出荷する業務をいう。大規模な蚕種製造業者は養蚕農家に対して、蚕の飼育の指導も行った。日本はフランス、イタリアとともに蚕種製造業の先進国であった。
蚕種製造業には多額の資本投下と知識集約が必要であったため、名望家、豪農層が専業化していった場合が多い。
戦前の日本は蚕種製造業は非常に盛んで、多くの優れた蚕品種が日本で開発されたが、戦後は蚕業の衰退とともに衰退し、現在は全国でも数か所で行われているのみである。
蚕種製造業での品種改良の経験はフランスのパスツール研究所等での遺伝学の研究の基礎となった。